# Cryptoblabes petrucki
Cryptoblabes petrucki is een vlinder uit de familie van de snuitmotten (Pyralidae). De wetenschappelijke naam van de soort is voor het eerst geldig gepubliceerd in 1979 door Roesler & Kuppers.